# Nicolai Wammen
Nicolai Halby Wammen (født 7. februar 1971 i Holbæk) er en dansk politiker for Socialdemokratiet, der har været Danmarks finansminister siden 2019. Han var 2013 til 2015 forsvarsminister. Wammen var borgmester i Aarhus Kommune fra 2006 til 2011 og blev valgt til Folketinget i 2011 for Socialdemokratiet.

## Baggrund
Han blev født den 7. februar 1971 som søn af journalist Christian Frederik Wammen og talepædagog Lotte Halby Wammen og opvokset i Aarhus. Han afsluttede folkeskolen på Brobjergskolen i Aarhus i 1987 og tog derefter et high school-ophold i Massachusetts, USA. I 1991 blev han student fra Marselisborg Gymnasium og i 2001 blev han kandidat i statskundskab fra Aarhus Universitet.

## Politisk karriere
Nikolai Wammen var formand for Frit Forum i Aarhus 1996 til 1997 og var medlem af Aarhus Byråd 1997-2001, næstformand i den socialdemokratiske byrådsgruppe og politisk ordfører, formand for Skole- og kulturudvalget samt medlem af økonomiudvalget. Medlem af Aarhus Festuges bestyrelse 1997-2001.

### Borgmester i Århus
Valgt som Socialdemokraternes borgmesterkandidat i Aarhus i november 2004 og blev valgt som borgmester efter kommunalvalget i november 2005, hvor det lykkedes ham at slå Venstres Louise Gade og dermed generobre borgmesterposten til sit parti, der med undtagelse af 2001-2005 havde beklædt posten i al den tid, Aarhus har haft folkevalgte borgmestre.
I sin egenskab af borgmester var han formand for Aarhus Festuge, formand for Aarhus Havns bestyrelse, medlem af KLs bestyrelse, medlem af bestyrelsen for Danske Havne, næstformand i Kommunekontaktrådet for Region Midtjylland, næstformand i Kredsrådet for Østjyllands Politi, medlem af KMDs bestyrelse, medlem af Kontaktudvalget i Region Midtjylland, medlem af Vækstforum Midtjylland og medlem af formandskabet for Erhvervskontaktudvalget i Aarhus Kommune.
I august 2011 trak han sig fra sin borgmesterpost for at stille op til folketingsvalget 2011. Han blev afløst af den socialdemokratiske partifælle Jacob Bundsgaard Johansen.

### Folketinget og minister
Nikolai Wammen var Socialdemokraternes folketingskandidat i Skanderborgkredsen fra sommeren 1997 til 2004, og finansordfører for Socialdemokraterne i Folketinget fra 2001 til 2004. Efter valget i september 2011 blev Wammen udnævnt som europaminister, en post han havde indtil august 2013, hvor Wammen overtog posten som forsvarsminister 2013, efter sin partifælle Nick Hækkerup. Med Wammen som forsvarsminister blev aftalen om organiseringen af forsvaret d. 10. april 2014 indgået, hvilket bl.a. betød at Forsvarets Sundhedstjeneste flyttede til Aarhus.
Efter regeringsskiftet i 2015, hvorefter Mette Frederiksen overtog formandsposten i Socialdemokratiet, blev Nicolai Wammen udnævnt som Socialdemokratiets politiske ordfører.
Nicolai Wammen har udover sit politiske ordførerskab også været medlem af Det Udenrigspolitiske Nævn i Folketinget.
Under valgkampen 2019 var han i de første dage Socialdemokratiets frontfigur, da formanden, Mette Frederiksen, var sygemeldt. Senere var han en af Frederiksens følgesvende under regeringsforhandlingerne, og da den socialdemokratiske minsdretalsregering var en realitet 27. juni 2019, fik Wammen posten som finansminister.

## Privat
Nicolai Wammen dannede fra maj 2009 til marts 2010 par med Mai Mercado (Henriksen), som var konservativt byrådsmedlem i Odense.
Den 9. oktober 2011 fik han en søn på Rigshospitalet i København sammen med partifællen Julie Rademacher.
I dag bor Nicolai Wammen med sin kone Karen. Vielsen fandt sted i Aarhus Domkirke på pinsedag i 2016.